# Pierre Legros

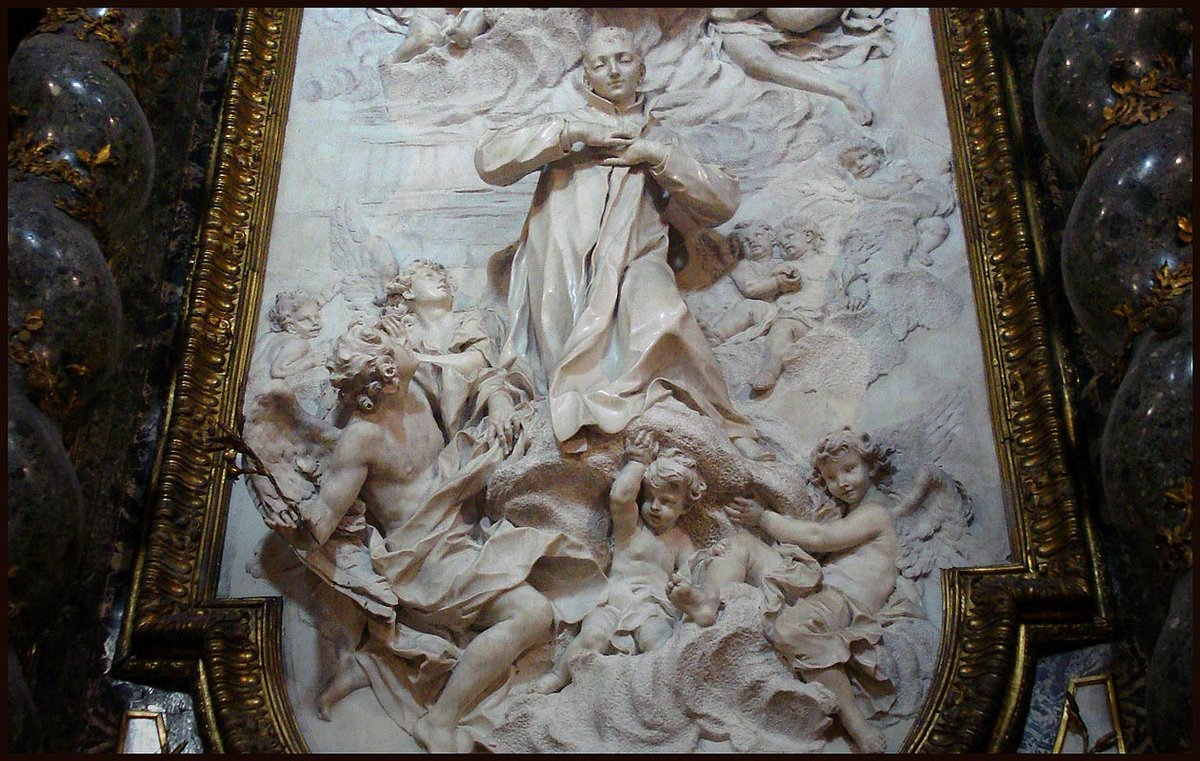
Gloria di san Luigi Gonzaga (1697-1699), Chiesa di Sant'Ignazio di Loyola in Campo Marzio.

Pierre Legros, noto anche come Pierre Legros il Giovane (Parigi, 12 aprile 1666 – Roma, 3 maggio 1719), è stato uno scultore francese attivo a Roma.

## Biografia

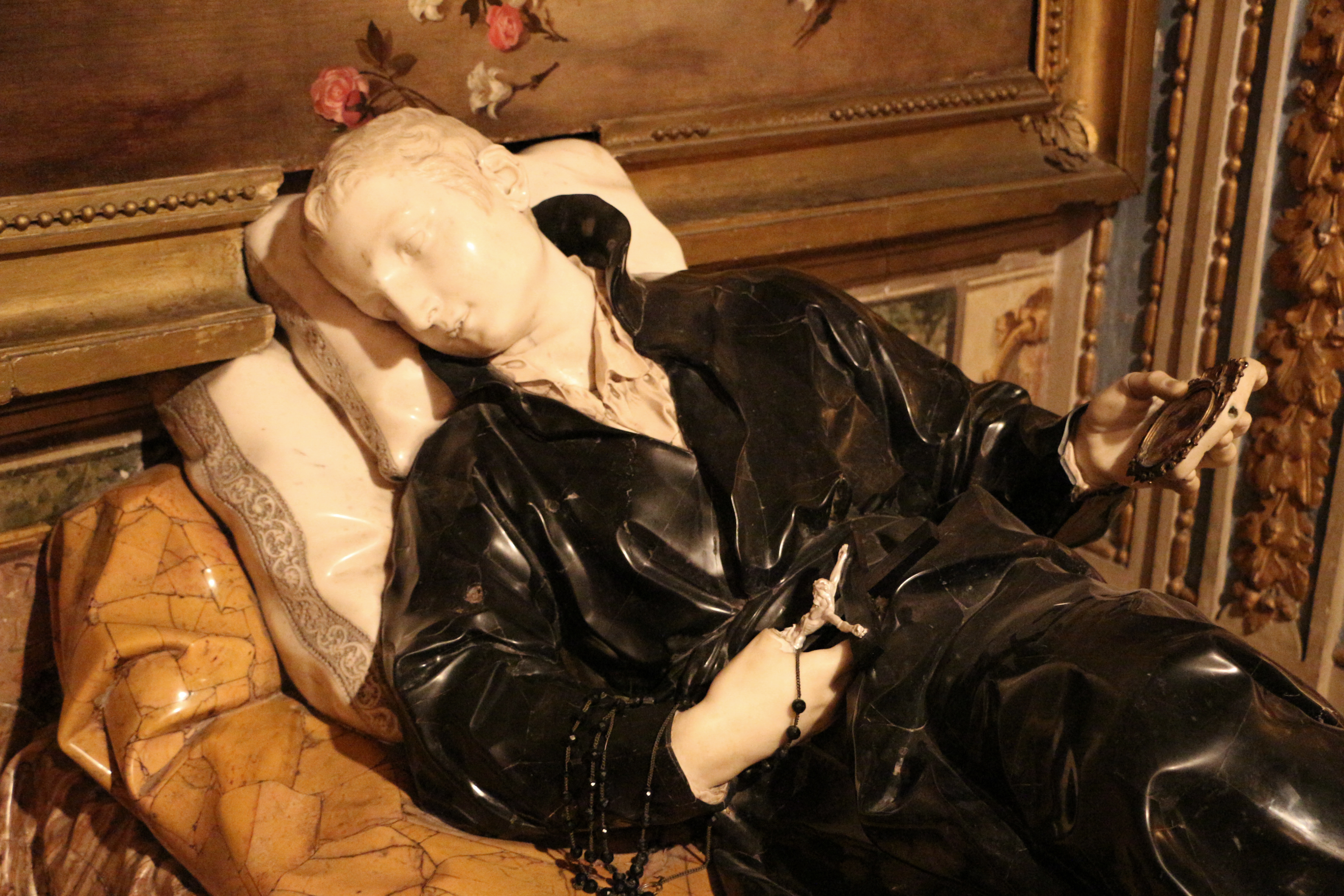
Statua di San Stanislao Kostka (1705; Roma, Chiesa di Sant'Andrea al Quirinale).

Pierre Legros era figlio dello scultore omonimo, un artista di buona qualità che aveva partecipato ai lavori di decorazione di Versailles. 
Giunto in Italia nel 1690, vi si trattenne per il resto della sua vita. Nel 1695 eseguì lo spettacolare gruppo con la Religione che sconfigge l'eresia per l'altare di S. Ignazio nella Chiesa del Gesù, su progetto del fratello gesuita Andrea Pozzo; sarà la prima di numerose commissioni per i gesuiti, che lo vedranno attivo con il S. Luigi Gonzaga a Sant'Ignazio di Loyola a Campo Marzio (1700 circa; anche questo altare fu disegnato da Andrea Pozzo), il San Stanislao Kostka nel noviziato di Sant'Andrea al Quirinale e con il S. Francesco Saverio per la chiesa del collegio di S. Apollinare (entrambi datati 1702). 
Vanno anche ricordate le statue di S. Domenico per la Basilica di San Pietro e di S. Filippo Neri per la cappella Antamoro a San Gerolamo della Carità (su architettura di Filippo Juvarra).
Nel secondo decennio del secolo Legros lavorò alla cappella del Monte di Pietà, per la chiesa di S. Giacomo degli Incurabili e partecipò (con le statue di S. Bartolomeo e S. Tommaso) alla grande commissione di Clemente XI degli Apostoli di S. Giovanni in Laterano, dove si rifiutò con insofferenza di realizzare i disegni di Carlo Maratta, come invece fecero gli altri scultori coinvolti (in primis il rivale Camillo Rusconi).
Sempre a S. Giovanni Legros eseguì il sepolcro del cardinale Girolamo Casanate, fondatore della Biblioteca Casanatense (dove fu posta un'altra statua del cardinale, sempre di Legros).
Del Legros sono pure le statue di Santa Cristina e di Santa Teresa, destinate in un primo tempo alla chiesa di santa Cristina a Torino e poi sistemate invece nel Duomo della stessa città.
Dotato di una capacità tecnica di altissimo livello, Legros riuscì a coniugare l'impeto barocco di Gian Lorenzo Bernini e lo stile classicista di Alessandro Algardi in una miscela originalissima e di grande qualità. Caratteristica è la sua delicatezza nel trattare il marmo, appena sbozzato o rifinito con estrema precisione.

## Opere principali
A Roma

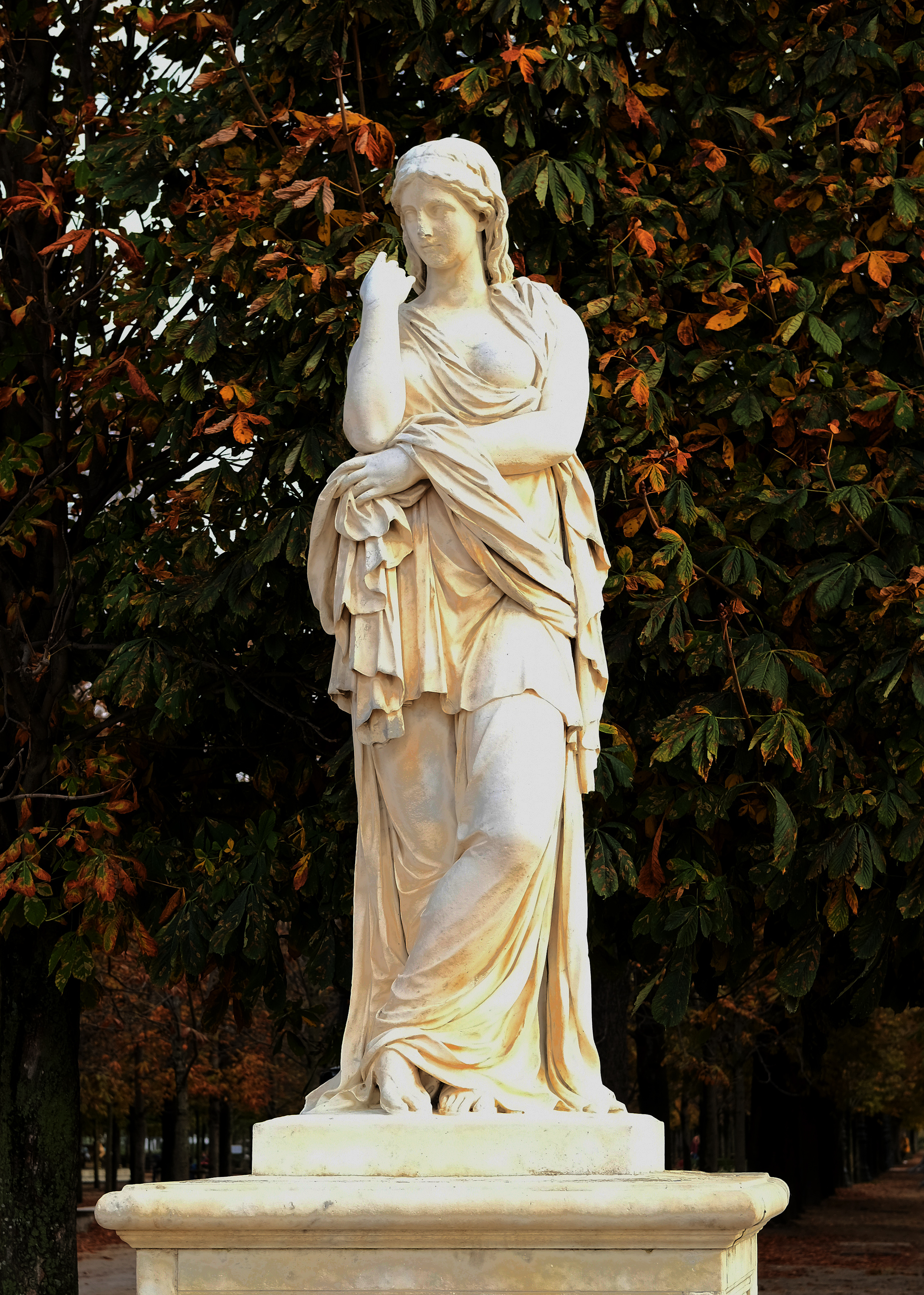
Vetturie, opera alle Tuileries di Parigi.

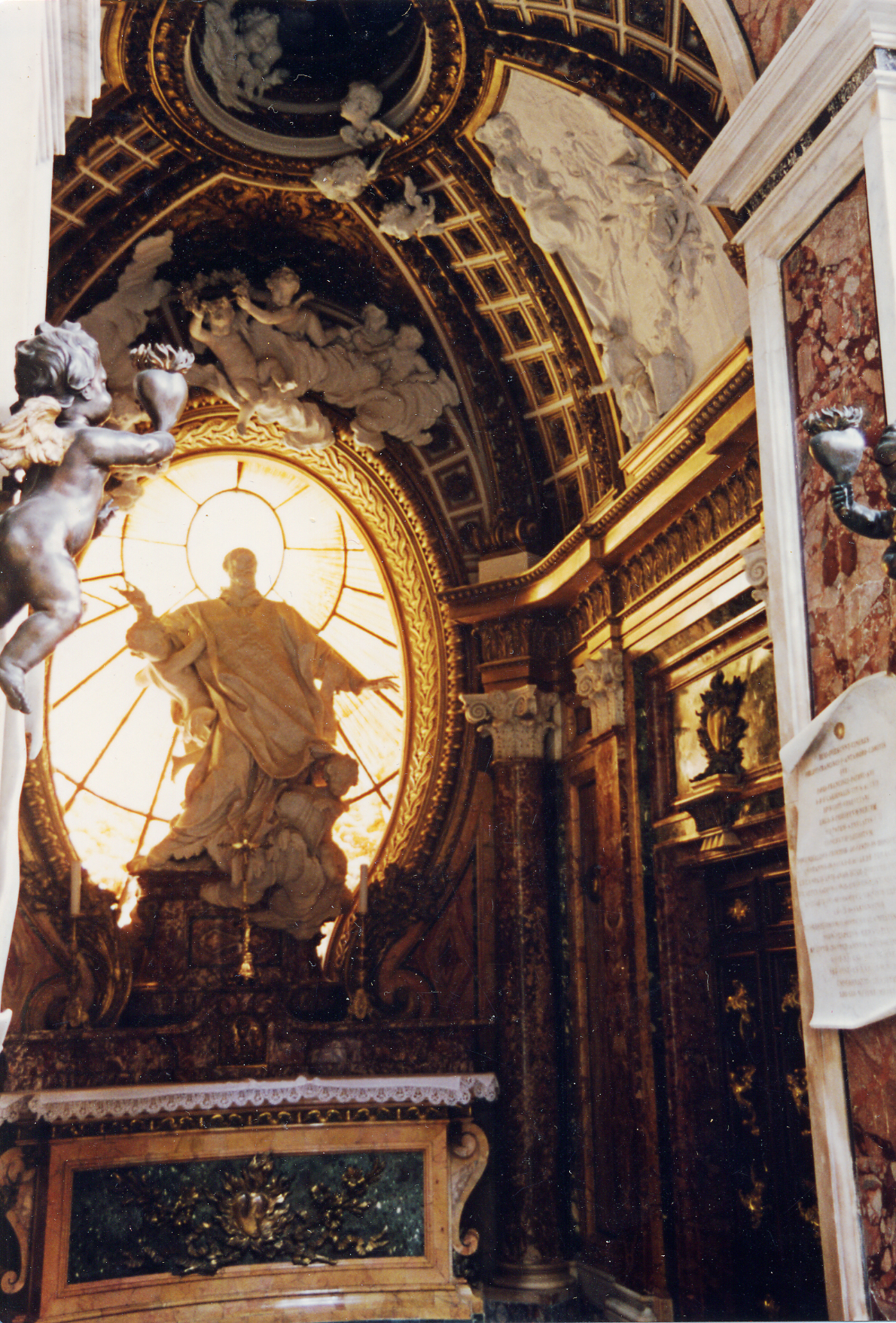
Cappella Antamori, San Girolamo della Carità, Roma. Architettura di Filippo Juvarra, scultura di Pierre Le Gros il Giovane, 1708-1710.

- La Religione che abbatte l'eresia e l'odio (1695-97/98) e statua d'argento di Sant'Ignazio di Loyola (1697-1699), nella chiesa del Gesù, cappella di Sant'Ignazio, Roma.
- Bassorilievo d san Luigi Gonzaga (1697-1699) e Tomba di papa Gregorio XV e del cardinale Ludovisi (circa 1709-1713), chiesa di Sant'Ignazio.
- Sarcofago di papa Pio V (1697-1698), basilica di Santa Maria Maggiore.
- Statue di san Francesco Saverio (1702), chiesa di Sant'Apollinare.
- Tobia e l'Arcangelo Raffaele (1702-1705), cappella del Monte di Pietà.
- Stanislao Kostka (1702-1703), chiesa di Sant'Andrea al Quirinale.
- San Domenico (1702-1706), basilica di San Pietro in Vaticano.
- L'apostolo Tommaso (tra il 1703 e il 1711) e L'apostolo Bartolomeo (tra il 1703 e il 1712), basilica di san Giovanni in Laterano.
- Statua del cardinale Casanate (1706-1708), Biblioteca Casanatense.
- San Filippo Neri (1708-1710), chiesa di San Girolamo della Carità, cappella Antamori.
- Cappella di San Francesco di Paola (1711-1714), chiesa di San Giacomo degli Incurabili.

In Francia
- Vetturie (1692-1695), Parigi, giardino delle Tuileries.
- Monumento del duca di Bouillon e di sua moglie (dopo il 1697, già completato nel 1707), Cluny, hôtel-Dieu.

Altrove
- Statua di sant'Enrico (1714-1719), Abbazia di Montecassino.
- Santa Cristina e Santa Teresa, Torino (tra il 1717 e il 1718/19), duomo di Torino.[2]
- L'Apostolo Tommaso, terracotta (circa 1703-1704), Museo d'arte della contea di Los Angeles.